# Милија Катанић
Милија Катанић (Бечањ, 15. јуна 1836 — Београд, 20. фебруар 1891) био је српски пуковник и добротвор.

## Биографија
Рођен је у селу Бечњу у рудничкој Морави 15. јуна 1836. године од оца Милића и мајке Пауне. Основну школу завршио је у Бресници, с којим је Бечањ онда чинио једну школску општину. Нижу гимназију завршио је у Крагујевцу, а два виша разреда у Београду. Године 1855. ступио је у Војну академију, коју је завршио 1860. и одмах постао пешадијски потпоручник. Доцније је премештен у артиљерију, у којој је остао до смрти. Године 1872, као капетан 1. класе, послат је у Пруску, где је проучавао војну администрацију. Године 1876. налазио се у Делиграду, у Главном штабу, уз генерала Черњајева. Године 1877. добио је потпуковнички чин и постао начелник економног одељења у Војном министарству. Године 1883. постао је пуковник. Од 1888. године. Милијино здравље се погоршало, па је морао тражити пензију. Патио је од несвестице, и 20. фебруара 1891. године преминуо. Сахрањен је на Новом београдском гробљу, у породичној гробници Катанића.
Милија се није женио. Од 1880. године па до своје смрти, живео је заједно са братом генералом Марком Катанићем у кући овог у Београду. Иза своје смрти оставио је 36.000 динара у готовини. Од те своје готовине завештао је 10.000 динара Фонду за потпомагање сиромашних великошколаца, 1.200 динара Цркви бечањско-бресничкој, а остатак је поделио својим сродницима.

## Декорације
Милија је носилац следећих декорација:
- Таковски крст 3. реда
- Споменица за храброст
- Колајна за ревносну службу
- Споменица ратна